# Khách sạn Polonia Palast
Khách sạn Polonia Palst là một khách sạn ở Łódź, Ba Lan.

## Lịch sử
Khách sạn Palast được xây dựng vào những năm 1910 đến 1912 , tại ngã tư đường giữa các phố Dzielna và Widzewska. Gia đình Dobrzyński đã đưa ra ý tưởng cho việc xây dựng. Mặt tiền của khách sạn được thiết kế bởi Rudolf Koloch từ Wrocław Mặt đứng có một phong cách cổ điển với các cột nửa rãnh. Những nhân vật phụ nữ mặc trang phục cổ xưa đứng trên chúng.
Tòa nhà rất hiện đại vào thời kỳ này, bởi vì nó có hệ thống sưởi trung tâm, đèn điện, thang máy, máy giặt hóa chất điện, điện thoại, nước sinh hoạt và thiết bị rộng rãi. Sau Thế chiến I, chủ sở hữu của khách sạn là hai anh em Leopold Dobrzyński và Maurycy Dobrzyński. Vào những năm 1920, trong cuộc đại tu tổng quát, tên được đổi thành Polonia Palast. Năm 1939, tên được đổi lại, lần này là Polonia. Sau chiến tranh thế giới thứ hai, tòa nhà bị Hồng quân chiếm đóng và nó đã thành lập một bệnh viện quân đội ở đó.
Vào tháng 1 năm 1946, khách sạn đã được bàn giao cho chính quyền thành phố, nơi đặt nó là khách sạn Miejskie. Tòa nhà được cải tạo hoàn toàn vào những năm 1969-1972. Các cung đường được tạo ra dọc theo mặt tiền của tòa nhà và giao lộ của phố Kiliński và phố Narutowicz.
Năm 2009, một cuộc cải tạo chung đã được hoàn thành. Mặt tiền và nội thất của tòa nhà đều đã được cải tạo. Ngoài việc khôi phục lại vẻ ngoài cũ, nó đã được quyết định trở lại với tên Polonia Palast.